# Смітсбург (Меріленд)
Смітсбург (англ. Smithsburg) — місто (англ. town) в США, в окрузі Вашингтон штату Меріленд. Населення — 2977 осіб (2020).

## Географія
Смітсбург розташований за координатами 39°39′17″ пн. ш. 77°34′48″ зх. д. / 39.65472° пн. ш. 77.58000° зх. д. (39.654815, -77.579920).  За даними Бюро перепису населення США в 2010 році місто мало площу 2,74 км², з яких 2,72 км² — суходіл та 0,02 км² — водойми.

## Демографія
Згідно з переписом 2010 року, у місті мешкало 2975 осіб у 1012 домогосподарствах у складі 791 родини. Густота населення становила 1086 осіб/км².  Було 1082 помешкання (395/км²).
Расовий склад населення:
| - 91,7 % — білих - 4,2 % — чорних або афроамериканців - 1,0 % — азіатів - 0,2 % — корінних американців |

До двох чи більше рас належало 2,0 %. Частка іспаномовних становила 4,0 % від усіх жителів.
За віковим діапазоном населення розподілялося таким чином: 32,6 % — особи молодші 18 років, 59,9 % — особи у віці 18—64 років, 7,5 % — особи у віці 65 років та старші. Медіана віку мешканця становила 32,9 року. На 100 осіб жіночої статі у місті припадало 91,8 чоловіків;  на 100 жінок у віці від 18 років та старших — 87,0 чоловіків також старших 18 років.
Середній дохід на одне домашнє господарство  становив 91 701 долар США (медіана — 80 172), а середній дохід на одну сім'ю — 99 914 долари (медіана — 86 131). Медіана доходів становила 65 441 долар для чоловіків та 45 515 доларів для жінок. За межею бідності перебувало 10,5 % осіб, у тому числі 17,4 % дітей у віці до 18 років та 10,4 % осіб у віці 65 років та старших.
Цивільне працевлаштоване населення становило 1480 осіб. Основні галузі зайнятості: освіта, охорона здоров'я та соціальна допомога — 24,1 %, роздрібна торгівля — 16,6 %, публічна адміністрація — 9,7 %, фінанси, страхування та нерухомість — 9,6 %.